# Malanea panurensis
Malanea panurensis är en måreväxtart som beskrevs av Johannes Müller Argoviensis. Malanea panurensis ingår i släktet Malanea och familjen måreväxter. Inga underarter finns listade i Catalogue of Life.